# چاه عمیق سخمیرک
چاه عمیق سخمیرک یا چاه ماهانی روستایی در دهستان عربخانه بخش شوسف شهرستان نهبندان استان خراسان جنوبی ایران است.

## جمعیت
بر پایه سرشماری عمومی نفوس و مسکن در سال ۱۳۹۵ جمعیت این روستا ۲۶ نفر (۷خانوار) بوده‌است.